# كتب غير قانونية مشار إليها في الكتاب المقدس
هناك عدة نصوص مشار إليها في العهد العبري والعهد الجديد لكنها غير موجودة في الكتب القانونية للعهدين. يعتبر العلماء بعضها نصوصا مفقودة والبعض الآخر منتحلة.

## الإشارات في العهد العبري
- سفر ياشر (أو كتاب العادل)

مذكور في يوشع 10: 13 و2 صموئيل 1: 18. يظهر أنه مجموعة أشعار. هناك عدة كتب تدعي أنها هذا الكتاب لكنها مزورة.
- كتاب حروب الرب

مذكور في سفر العدد 21: 14
- أخبار أيام ملوك إسرائيل وأخبار أيام ملوك يهوذا

مذكورة في سفر الملوك الأول 14: 19 و14: 29.
- كتب أخبار أيام

مذكورة في سفر أستير وسفر نحميا 12: 23
- شمعيا النبي وعدو الرائي

مذكورة في أخبار الأيام الثاني 12: 14-15
- كتاب العهد

مذكور في سفر الخروج 24: 7
- قضاء المملكة

مذكور في 1 صموئيل 10: 25
- أمور سليمان

مذكور في سفر الملوك الأول 11: 41
- أمور داوود الملك

مذكور في أخبار الأيام الأول 29:29
- أخبار صموئيل الرائي

مذكور في أخبار الأيام الأول 29:29
- أخبار ناثان النبي

في أخبار الأيام الأول 29: 29
- أخبار جاد الرائي

مذكور في أخبار الأيام الأول 29:29
- أخبار ناثان النبي

في أخبار الأيام الثاني 9: 29
- نبؤة أخيا

في أخبار الأيام الثاني 9: 29
- رؤى يعدو الرائي

في أخبار الأيام الثاني 9: 29
- أخبار شمعيا النبي

في أخبار الأيام الثاني 12: 15
- أنساب عدو الرائي

في أخبار الأيام الثاني 12: 15
- مدرس أو قصة النبي عدو

في أخبار الأيام الثاني 13: 22
- سفر ملوك يهوذا وإسرائيل

في أخبار الأيام الثاني 16: 11 وأخرى
- أخبار ياهو بن حناني

في أخبار الأيام الثاني 20: 34
- مدرس أو قصة سفر الملوك

في أخبار الأيام الثاني 24: 27
- أمور عزيا

في أخبار الأيام الثاني 26: 22
- رؤيا إشعياء بن آموص

في أخبار الأيام الثاني 32:32
- أعمال أو أمور ملوك إسرائيل

في أخبار الأيام الثاني 33: 18
- أخبار أو أقوال الرائين

في أخبار الأيام الثاني 33: 19
- مراثي يوشيا

في أخبار الأيام الثاني 35: 25
- سفر أخبار أيام الملك أحشويروش

مذكور في سفر أستير 2: 23 و 6: 1
- سفر أخبار أيام ملوك مادي وفارس

مذكور في سفر أستير 10: 2

## الإشارات في العهد الجديد
- اقتطفت رسالة يهوذا (1: 14-15) عدداً من سفر أخنوخ الذي يعتقد معظم العلماء أنه منتحل لكن مؤلف رسالة يهوذا يستشهد به على أنه كلام أخنوخ. سفر أخنوخ هو أحد أسفار الكتاب المقدس للكنيسة الإثيوبية.
- اقتطافات من كتاب اليوبيلات في رسالة الرومان 2: 29، 9: 24، 4: 13.[1]
- هناك عدة إشارات إلى مزامير سليمان ورؤى باروخ الإغريقية وعزرا اللاتيني وشهادات الآباء الاثني عشر.[1]
- اقتطاف صعود موسى في سفر الأعمال 7: 36 وفي رسالة رومية 1: 25، 9: 16 وفي رسالة يهوذا 9.[1]
- اقتطاف حياة آدم وحواء في الرسالة الثانية إلى كورنثوس 11: 14.[1]
- اقتطاف استشهاد إشعياء في رسالة العبرانيين 11: 37.[1]
- رسائل بولس الضائعة:
  - أول رسالة إلى كورنثوس:[2] مذكورة في الرسالة الأولى إلى كورنثوس 5: 9.
  - ثالث رسالة إلى كورنثوس التي سميت الرسالة القاسية مذكورة في الرسالة الثانية إلى كورنثوس 2: 4، 7: 8-9.
  - رسالة كورنثوس إلى بولس مذكورة في الرسالة الأولى إلى كورنثوس 7: 1.
  - الرسالة الأقدم إلى أفسس مذكورة في الرسالة إلى أفسس 3: 3-4
  - الرسالة إلى اللاودكيين [3] مذكورة في الرسالة إلى كولوسي 4: 16.
  - رسالة إلى تسالونيكي زورت باسم بولس مذكورة في الرسالة الثاني إلى تسالونيكي 2: 2.
- رسالة أقدم ليوحنا [4] مذكورة في رسالة يوحنا الثالثة 1: 9.
- رسالة يهوذا[5] الضائعة مذكورة في رسالة يهوذا الأولى 1: 3.
- اقتطافات من عدد من الأعمال اليونانية الكلاسيكية مثل:
  - كرتيكا إبيمنيدس في سفر الأعمال 17: 28.
  - فانومنا أراتوس 5 في سفر الأعمال 17: 28.
  - دي أوركوليس إبيمنيدس في الرسالة إلى طيطوس 1: 12.
  - باكخاي أوريبيد في سفر الأعمال 26: 14.
  - هرقليطس في رسالة بطرس الثانية 2: 22.
  - جوليانوس في سفر الأعمال 26: 14.
  - ثيس مناندر في الرسالة الأولى إلى كورنثوس 15: 33.
  - ثوكيديدس في سفر الأعمال 20: 35.[6]
- اقتطاف أبوكريفون إرمياء في إنجيل متى 27: 9 والرسالة إلى أفسس 5: 14 ورسالة يعقوب 4: 5.
- اقتطاف بن سيرا 5: 11 في رسالة يعقوب 1: 19.
- اقتطاف رؤيا إيليا في الرسالة الأولى إلى كونثوس 2:9 حسب أوريجن.[1]
- اقتطاف كتاب أبوكريفي لموسى في الرسالة إلى غلاطية 6: 15.
- اقتطاف كتاب ندم ينيس ويمبريس في الرسالة الثانية إلى تيموثاوس 3: 8.
- حسب أوريجن فإن متى 23: 31 و23: 35 أتت من كتب أبوكريفا.[7]
- اقتطاف حقائق الحكام 89: 31-32 في إنجيل يوحنا 8: 44.[8]